# Quartiers de Toulouse
Les quartiers de Toulouse sont un niveau de division intracommunale de la commune de Toulouse, en France.
La notion de quartier recouvre des réalités différentes :
- dans le langage courant, un quartier désigne un espace urbain pourvu d'une identité commune sur le plan architectural, social, fonctionnel mais délimité sans précision. Ces quartiers historiques, dont le nombre et les limites restent approximatives, évoluent avec celles de la commune même, particulièrement avec l'extension urbaine et les politiques d'aménagement urbain ;
- du point de vue administratif, la commune est divisée en quartiers, dont les limites ont été définies en conseil municipal en décembre 2009 et désignés à cette date comme quartiers de démocratie locale. Ils sont un des cadres de l'action et de la politique municipales, et sont animés par des équipes de quartier qui assurent le lien entre les habitants, les associations de quartier et les élus de la commune. Ils étaient, jusqu'en février 2024, regroupés au sein de six secteurs (Centre, Rive gauche, Nord, Est, Sud-Est et Ouest).

## Liste
| Quartiers de Toulouse | Quartiers de Toulouse                                                                       | Territoire de Toulouse Métropole | Population (2018) | Superficie (ha) | Densité nette (hab./ha) | Maire de quartier        |
| --------------------- | ------------------------------------------------------------------------------------------- | -------------------------------- | ----------------- | --------------- | ----------------------- | ------------------------ |
| 1                     | Capitole / Arnaud Bernard / Carmes                                                          | Centre                           | 30 372            | 206             | 171                     | Laurence Katzenmayer     |
| 2                     | Amidonniers / Compans-Caffarelli / Brouardel                                                | Centre                           | 16 124            | 165             | 151                     | Ghislaine Delmond        |
| 3                     | Les Chalets / Bayard / Belfort / Saint-Aubin / Dupuy                                        | Centre                           | 23 328            | 140             | 182                     | Clément Riquet           |
| 4                     | Lapujade / Bonnefoy / Périole / Marengo / La Colonne                                        | Centre                           | 21 225            | 294             | 84                      | Souhayla Marty           |
| 5                     | Saint-Michel / Saint-Agne / Empalot / Le Busca / Île du Ramier / Monplaisir                 | Centre                           | 34 689            | 417             | 120                     | Johnny Dunal             |
| 6                     | Saint-Cyprien                                                                               | Centre                           | 18 600            | 184             | 128                     | Jean-Paul Bouche         |
| 7                     | Sept-Deniers / Ginestous-Sesquières / Lalande                                               | Nord                             | 22 211            | 1 195           | 30                      | Olivier Arsac            |
| 8                     | Minimes / Barrière de Paris / Ponts-Jumeaux / La Vache / Raisin / Fondeyre                  | Nord                             | 39 291            | 597             | 68                      | Cécile Dufraisse         |
| 9                     | Trois Cocus / Borderouge / Croix-Daurade / Paleficat / Grand Selve                          | Nord                             | 36 403            | 799             | 51                      | Valérie Jacquet-Violleau |
| 10                    | Jolimont / Soupetard / Roseraie / Gloire / Gramont / Amouroux                               | Est                              | 23 080            | 618             | 52                      | Isabelle Ferrer          |
| 11                    | Bonhoure / Guilheméry / Château de l'Hers / Limayrac / Côte Pavée                           | Est                              | 33 278            | 535             | 74                      | Isabelle Ferrer          |
| 12                    | Pont des Demoiselles / Ormeau / Montaudran / La Terrasse / Malepère                         | Est                              | 31 559            | 1 181           | 32                      | Émilion Esnault          |
| 13                    | Rangueil / Sauzelong / Jules Julien / Pech-David - Pouvourville                             | Est                              | 35 553            | 1 110           | 51                      | Claire Nison             |
| 14                    | Saint-Simon / Lafourguette / Oncopole - Campus Santé du Futur                               | Sud                              | 18 116            | 1 467           | 15                      | Nina Ochoa               |
| 15                    | Croix-de-Pierre / Route d'Espagne                                                           | Sud                              | 9 740             | 169             | 72                      | Jean-Paul Bouche         |
| 16                    | Fontaine-Lestang / Arènes / Bagatelle / Papus / Tabar / Bordelongue / Mermoz / La Faourette | Sud                              | 26 352            | 306             | 88                      | Marine Lefèvre           |
| 17                    | Mirail-Université / Reynerie / Bellefontaine                                                | Sud                              | 18 589            | 284             | 75                      | Gaëtan Cognard           |
| 18                    | Lardenne / Pradettes / Basso-Cambo                                                          | Ouest                            | 17 541            | 955             | 21                      | Christophe Alvès         |
| 19                    | Casselardit / Fontaine-Bayonne / Cartoucherie                                               | Ouest                            | 16 993            | 310             | 71                      | Nadia Soussi             |
| 20                    | Arènes Romaines / Ancely / Saint-Martin-du-Touch / Purpan                                   | Ouest                            | 13 801            | 885             | 18                      | Jean-Jacques Bolzan      |

## Historique

### Découpage de 2001

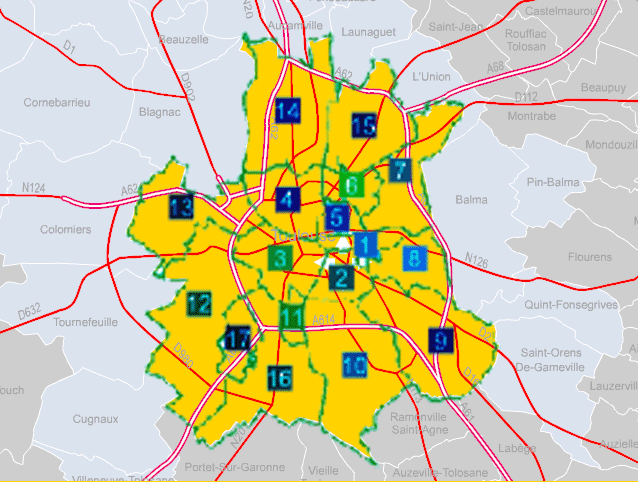
Les quartiers de Toulouse entre 2001 et 2008.

En 2001, la ville de Toulouse est découpée en 17 quartiers, animés par des conseils de quartiers, tels qu'ils avaient été encouragés par la loi relative à la démocratie de proximité du 27 février 2002. Ils possèdent chacun une mairie de quartier et un maire délégué.
- Quartier no 1 : Capitole ; Daurade ; Bourse, Esquirol ; Saint-Georges-Occitane ; Saint-Aubin ; Dupuy ; Port Saint-Sauveur ; Guilhemery ; Pinel ; Bonhoure.
- Quartier no 2 : Saint-Étienne ; Dalbade ; Carmes, Salin ; Saint-Michel, Le Busca ; Crampel, Montplaisir ; Les Récollets, Parc Toulousain.
- Quartier no 3 : Saint-Cyprien ; Patte d’Oie ; Bourrasol ; Fontaines, Casselardit ; Fer à Cheval, Rapas ; Arènes, TOEC ; Fontaine-Lestang.
- Quartier no 4 : Amidonniers ; Minimes ; Sept Deniers ; Béarnais ; Compans-Caffarelli ; Ponts-Jumeaux.
- Quartier no 5 : Chalets, Concorde ; Bayard, Belfort ; Riquet / Péri ; Quartier Arnaud-Bernard, Matabiau ; Université ; Saint-Sernin / Taur ; Victor-Hugo.
- Quartier no 6 : Bonnefoy ; Raisin ; Négreneys, Mazades.
- Quartier no 7 : La Gloire, La Colonne ; Jolimont, Roseraie, Amouroux ; Soupetard, Gramont, Montredon ; Argoulets, Marengo.
- Quartier no 8 : Côte Pavée ; Ayga, Moscou ; Quartier du château de l’Hers ; Limayrac.
- Quartier no 9 : Montaudran ; La Terrasse ; Pont-des-Demoiselles ; Saouzelong ; L'Ormeau ; La Grande Plaine ; Parc du Canal ; Le Palays ; Lespinet ; Malepère.
- Quartier no 10 : Saint-Agne ; Île du Ramier ; Empalot ; Jules-Julien, Rangueil ; Pech-David ; Pouvourville.
- Quartier no 11 : Croix de Pierre ; Oustalous ; Sainte-Cécile.
- Quartier no 12 : Les Pradettes ; Saint-Simon ; Lardenne ; Barigoude ; Les Capelles ; Basso Cambo.
- Quartier no 13 : Saint Martin du Touch ; Purpan.
- Quartier no 14 : La Salade ; Lalande ; Ginestous ; La Glacière.
- Quartier no 15 : Croix-Daurade ; Paleficat / Virebent ; Rixens ; Les Izards-Trois Cocus, Borderouge ; Grand Selve ; Barrière de Paris ; Montblanc.
- Quartier no 16 : Papus ; Tabar, Bordelongue ; Lafourguette ; La Faourette ; Bagatelle ; Desbals ; La Cépière.
- Quartier no 17 : Mirail-Université ; Reynerie ; Bellefontaine.

### Découpage de 2008
En mars 2008, la municipalité du socialiste Pierre Cohen décide d'un nouveau découpage en six secteurs d'environ 70 000 à 76 000 habitants, chaque secteur étant à son tour subdivisé en plusieurs quartiers. 
Les Rencontres de la démocratie locale, organisées entre octobre et novembre 2008, permettent de mettre en avant les nouvelles équipes d'élus et les nouvelles instances de la démocratie locale. Les élus de la majorité municipale sont répartis sur les six secteurs, chaque équipe étant dirigée par un adjoint de secteur. Ils tiennent des permanences à la mairie de quartier et sont secondés par des équipes de secteur composées d'un secrétaire, chargé de recevoir les demandes des habitants, d'un technicien qui se déplace sur le terrain, et d'un chargé de secteur, chargé d'impulser les grandes directions. De plus, des conseils de secteurs, réunis une fois par an en présence du maire et de l'adjoint de secteur, débattent des vœux émis lors des commissions de quartiers. En effet, dans chaque quartier sont également mises en place des commissions de quartiers, ouvertes à tous les habitants et qui se réunissent trois fois par an. Elles sont pilotées par un bureau constitué par les élus référents du quartier et par des associations – associations de quartier et associations du domaine du logement – choisies par la municipalité.

### Découpage de 2024
En 2020, les services partagées par les communes membres de la métropole de Toulouse Métropole sont regroupés au sein de cinq « territoires » – Centre, Est, Nord, Ouest et Sud. La commune de Toulouse est elle-même partagée entre ces cinq territoires, mais le découpage ne correspond pas à celui des secteurs créés en 2008. En 2023, la réflexion aboutit donc à la suppression des secteurs de Toulouse, tandis que les quartiers toulousains, s'ils ne changent pas dans leurs limites, sont regroupés différemment afin de correspondre aux territoires de la métropole[réf. nécessaire]. Dans le même temps, les Maisons de la citoyenneté qui avaient été créées pour chaque secteur deviennent des Maisons Toulouse Services.

## Toponymie
La ville était dotée de ramiers qui donnent  leur nom  à l'île du Ramier.
La base de loisir de La Ramée doit son nom au Prieuré de Laramet cédé par l'évêque de Toulouse aux Templiers.
Les terres du domaine de Braqueville étaient réparties en plusieurs métairies : Bordelongue ; Bordeneuve (d'une surface de 141 arpents) ; Gironis ; Larrieu. Ces terres ont notamment appartenu à Jean-Baptiste Chaumeil, oncle de Jean Baylet.
Le nom Fontaine-Lestang tire son origine de « la fontaine de Lestang » (la source de l’étang), notamment mentionné dans une ordonnance de l'archevêque Paul d'Astros de 1848.